# ビッグ錠
ビッグ 錠（ビッグ じょう、本名：佃 竜二、1939年10月17日 - ）は、日本の漫画家。大阪府出身。神奈川県藤沢市在住。血液型O型。貸本漫画家時代は佃 竜二名義で活動していた。料理・グルメ漫画の第一人者。

## 来歴
徳島県出身の洋裁店経営者の息子として大阪府に生まれ育つ。少年時代から福井英一や手塚治虫を愛読。小学生時代、実家に出入りしていたGIに才能を見出されて漫画を描き始めた。
大阪市立工芸高等学校2年生のときに大阪の貸本漫画出版社・日の丸文庫に漫画を持ち込むが社長とウマが会わず、代わりに持ち込んだ研文社より出版された貸本漫画「バクダン君」で貸本漫画家デビューを果たす。同じく研文社に出入りしていた川崎のぼるやありかわ栄一らと親交を結ぶ。高校卒業後に上京し、川崎のぼると江古田のアパートで共同生活をしながら漫画を描くがうまくゆかず、1961年、「敬愛するヘミングウェイの死に衝撃を受けた」として漫画家の道を諦め、帰阪しデザイナーの仕事を始める。電通西日本のアルバイトを経て、1964年に独立してデザイン事務所を設立する。
デザインの仕事をするうちに当時流行していたアメリカの風刺雑誌『MAD』に多大な影響を受けて風刺漫画を描き始め、作品を『週刊プレイボーイ』や『平凡パンチ』に売り込み採用される。
1968年、漫画家を目指すべく再上京。ペンネームをビッグ錠に改め、『週刊少年キング』「さよならサクランボ」で少年誌デビューを果たす。その後、漫画原作者の牛次郎と組み、1971年に「釘師サブやん」、1973年に「包丁人味平」と、立て続けにヒットを飛ばす。
1998年、ニューヨークのハーレムに半年滞在し、個展を開いた。
2023年、映画『散歩屋ケンちゃん』に漫画家（名前は佃）役として出演。
2023年、Youtubeチャンネル「湘南えほん堂」内の『月のよるに』に絵を提供。

## 人物
- 川崎のぼるとはお互いに「ボンやん」「竜やん」と呼び合うほどの大親友である。2人で東京から大阪まで自転車に乗って帰阪したこともある。
- 漫画家を目指して再度上京した際、川崎に「30を過ぎて漫画家になった奴は水木しげるしかおらへんで」と忠告を受けた。ハードボイルドや野球漫画などの正統派ジャンルでは若い漫画家に敵わないと考えたビッグは、あえてマイナーなジャンル（料理、パチンコ、ストリップ、等）の漫画を描くことで成功を収めた。
- 1990年代に椎間板ヘルニアを患って以降、長期連載はしていないが、イベントでの講演活動やサイン会、紙芝居の読み聞かせなどを精力的に行っている[2][3][4]。
- 2023年4月時点で、日本漫画家協会理事。日本落画家協会会員。

## 作品

### 単行本
- 釘師サブやん（1971年、原作：牛次郎、週刊少年マガジン連載、講談社コミックス、講談社、全8巻）
- 包丁人味平（1973年、原作：牛次郎、週刊少年ジャンプ、ジャンプコミックス、集英社、全23巻）
- くっとろい奴（1973年、原作：牛次郎、ノンコミック、祥伝社、全4巻）
- とく出しまる出し（1975年、コミック1000、コミック社、全1巻)
- やぐら嵐 (1976年、週刊少年キング連載、ナガオカコミックス、永岡書店、全5巻)
- 秘密のカメラ術（1978年、KK.ロングセラーズ、全1巻）
- ピンボケ写太（1978年、週刊少年ジャンプ連載、ジャンプスーパーコミックス、集英社、全3巻）
- ドクロ坊主（1979年、月刊少年ジャンプ連載、ジャンプコミックス、集英社、全11巻）
- スタジオHELP（1980年、週刊少年ジャンプ連載、ジャンプスーパーコミックス、集英社、全1巻）
- 野球屋ダン（1981年、ヤングジャンプ連載、集英社漫画文庫、集英社、全2巻）
- わが友南十字星（1983年、ヤングジャンプ連載、集英社漫画文庫、集英社、全1巻）
- スーパーくいしん坊（1982年、原作・原案：牛次郎、月刊少年マガジン連載、講談社コミックス、講談社、全9巻）
- 塾師べんちゃん（1983年、別冊コロコロコミック連載、てんとう虫コミックス、小学館、全4巻）
- 一発怒漢（1984年、コミックバンバン連載、トクマコミックス、徳間書店、全2巻）
- ビジネス太閤記 ごくらく王（1985年、トクマコミックス、徳間書店、全2巻）
- 一本包丁満太郎（1986年、ビジネスジャンプ連載、ビジネスジャンプコミックス、集英社、全33巻）
- パソコンワールド（1986年、ホビーズジャンプ連載、ジャンプコミックスDX、集英社、全1巻）
- ビッグライバル（1987年、月刊少年ジャンプ連載、ジャンプコミックス、集英社、全3巻）
- 仕事塾（1987年、ビジネスジャンプ連載、ビジネスジャンプコミックス、集英社、全1巻）
- 大棟梁（1991年、ベアーズクラブ連載、ヤングジャンプコミックス、集英社、全1巻）
- 仕事祭（1992年、ビジネスジャンプ連載、ビジネスジャンプコミックス、集英社、全1巻）
- 球五郎烈球伝（1994年、漫画パチンカー連載、エキサイトコミックス、白夜書房、全1巻）
- きまぐれキッチン（1995年、ヤングコミック連載、ヤングコミックス、少年画報社、全1巻）
- ちゃんこ包丁十番勝負（1996年、漫画ゴラク連載、ニチブンコミックス、日本文芸社、全2巻）
- サバーイ闘士郎（1997年、ビジネスジャンプ連載、ヤングジャンプコミックス、集英社、全2巻）
- 流れ陶二郎 けんか窯（1989年、漫画ゴラク連載、ゴラクコミックス、日本文芸社、全2巻）
- 発電ドクター走る！（2000年、ビジネスジャンプ連載、ヤングジャンプコミックス、集英社、全1巻）
- ぼへみあん（2002年、MANGAオールマン連載、SCオールマン、集英社、全1巻）
- 電気ロード見聞録（2007年、ビジネスジャンプ連載、ヤングジャンプ・コミックス、集英社、全1巻）
- 味師銀平 妖刀伝（2009年、原作、作画：橋本孤蔵、ニチブンコミックス、日本文芸社、全1巻）
- 快盗くいしん坊（2022年、俺流！絶品めし連載、ぶんか社コミックス、ぶんか社、全1巻）

### 読切
- 川崎のぼる伝（1976年、小学六年生7月号付録『まんがの秘密』）[5]
- 人生交換（1981年）
- いてまえ竜（1989年）
- 極道ソクラテス（2005年、原作：小川竜生）
- うろうろグルメン (2009年) ※「味師銀平 妖刀伝」単行本巻末に収録

他

### アンソロジーコミック
- 水戸黄門 Revolution（2004年、編集：リュウプロ、別冊ファインボーイ、日之出出版）
- 俺流！絶品めし（2017年～、ぶんか社）

## 弟子
- 沢渡竜也
- みのもけんじ
- 架空まさる